# Бриггс, Сирил
Сирил Валентайн Бриггс (англ. Cyril Valentine Briggs; 28 мая 1888 — 18 октября 1966) — афроамериканский журналист карибского происхождения (из современного Сент-Китса и Невиса), политический активист-коммунист. Учредитель радикальной организации «Африканского кровного братства» (African Blood Brotherhood) — небольшой, но сыгравшей важную роль в  продвижении дела панафриканизма. Основал и редактировал нью-йоркский журнал The Crusader, основополагающий для Нового негритянского движения 1920-х годов.

## Биография

### Ранние годы
Сирил Валентайн Бриггс родился 28 мая 1888 года на карибском острове Невис, входящем в состав Вест-Индии. Его отец, Луис Э. Бриггс, был белым надсмотрщиком на плантации; мать, Мэри М. Хаггинс, имела афро-карибское происхождение. В соответствии с расово-кастовой системой колониального Невиса, Бриггс считался «цветным», несмотря на светлый цвет лица. Хотя он получил возможность качественного образования, его не принимали в ряды правящей элиты острова из-за её враждебности к расовому равенству.
В юности Бриггс работал помощником в библиотеке местного священника, где впервые познакомился с политическими работами, критикующими империализм. Позже он сам стал писать, работая в St. Kitts Daily Express и St. Christopher Advertiser. Получив признание за свои многообещающие способности начинающего писателя, в подростковом возрасте Бриггс получил стипендию на изучение журналистики в университете. Однако в конечном итоге он отказался от этой возможности и в июле 1905 года эмигрировал к своей матери в Соединённые Штаты.

### Журналистская карьера и «Африканское кровное братство»
Мало что известно о первых семи годах Бриггса в США, поскольку он не описывал этот опыт в своих чрезвычайно коротких автобиографических заметках, хранящихся в архиве Маркуса Гарви в Калифорнийском университете в Лос-Анджелесе. Журналистская работа Бриггса в США началась только в 1912 году в газете Amsterdam News.
В 1917 году, вскоре после основания Хьюбертом Харрисоном Лиги Свободы и издания The Voice, Бриггс создал «Африканское кровное братство» (ABB), призывавшее чернокожих к самоопределению. Его целью было положить конец линчеванию и расовой дискриминации, а также обеспечить избирательные и гражданские права для афроамериканцев на Юге. Первоначально группа также выступала против участия Америки в Первой мировой войне.
В 1918 году ABB начало издавать журнал под названием The Crusader, поддерживавший платформу Социалистической партии Америки и разоблачавший линчевания на Юге и дискриминацию на Севере. Бриггс надеялся, что президент Вудро Вильсон после окончания воинской службы ветеранов поддержит предоставление афроамериканцам на Юге права голоса. Однако конгрессмены-диксикраты (демократы Юга) выступили против любых изменений. Разочаровавшись в существующих социалистических и прогрессивистских организацияъ, Бриггс в 1921 году вступил в Коммунистическую партию Америки, и его руководство ABB подверглось заметному марксистскому влиянию. Он призывал афроамериканских трудящихся установить контроль над средствами производства, будь то в промышленности или в сельском хозяйстве.
Бриггс стал ведущим сторонником расового сепаратизма. Он рассматривал американский расизм как форму «ненависти к непохожим», черпающую «свою злобу из твёрдого убеждения в неравенстве рас в сознании белого человека — веры в то, что существуют высшие и низшие расы, и что только первые способны и добродетельны и, следовательно, единственные, кто достойны голосовать, руководить и наследовать землю». Бриггс напоминал своим читателям, что расовая антипатия — это улица с двусторонним движением, и что «негр не любит белого человека почти так же, как последний не любит негра».
Бриггс предложил «новое решение», при котором афроамериканцы придут к пониманию того, что "спасение их расы и достойное решение американской расовой проблемы требуют решительных действий, а не пустословия, мечтаний и нерешительности «лидеров». Вместо этого требовалось «не больше и не меньше, чем независимое, отдельное существование» — «власть (негритянского) народа, для (негритянского) народа и из (негритянского) народа».
Марксистские взгляды Бриггса вызвали раскол с Маркусом Гарви, основателем Всемирной ассоциации по улучшению положения негров (UNIA). Гарви считал, что Бриггс пытается подорвать деятельность UNIA, и подал против него ряд исков. Хотя марксисты из ABB выступали против националистического движения Гарви, они не рассматривали «Африку для африканцев» как приглашение к капиталистическому развитию. Бриггс писал: «Социализм и коммунизм воплощались на практике в Африке на протяжении столетий, прежде чем они были выдвинуты в качестве теорий в европейском мире».
Бриггс поддержал войну Ирландии за независимость, заявив, что «ирландская борьба за свободу — величайшая эпопея современной истории. Это борьба, заслуживающая получить сочувствие и активную поддержку каждого сторонника свободы, каждого представителя угнетённой группы».

### Членство в Коммунистической партии
Бриггс вступил в Коммунистическую партию Америки (КПА) в 1921 году после прямых призывов присоединиться к коммунистическому движению от Роуз Пастор Стоукс из КПА и Роберта Майнора из конкурирующей Объединённой коммунистической партии. Бриггс позже вспоминал в письме историку Теодору Дрейперу, что его мотивация была связана с внутренней политикой Советской России в отношении национальных меньшинств и антиимпериалистической внешней политикой молодого советского государства.
Бриггс оставался активным членом Коммунистической партии США (КП США) на протяжении всех 1920-х годов. В 1925 году «Африканское кровное братство» было распущено и заменено новой организационной структурой — Американским негритянским трудовым конгрессом. Бриггс был назначен национальным секретарём новой прокоммунистической организации.
В 1929 году Бриггс стал членом Центрального комитета Коммунистической партии. Он оставался влиятельной фигурой в партийной иерархии вплоть до провозглашения курса на умеренный Народный фронт. В конце 1930-х годов Бриггс был исключён из КП США по обвинению в сохранении «негритянского националистического образа мышления» вопреки новой интеграционистской партийной линии.
Бриггсу разрешили вернуться в КП США в 1948 году после падения лидера партии Эрла Браудера. Он до конца жизни оставался активным членом организации, участвуя в её деятельности на западном побережье. Бриггс также был основателем и редактором журнала Crusader.
Бриггс умер 18 октября 1966 года в Лос-Анджелесе, Калифорния.

## Работы
- «The American Race Problem», The Crusader [New York], vol. 1, no. 14 (September-December 1918).
- «The African Blood Brotherhood», The Crusader, vol. 2, no. 10 (June 1920), pp. 7, 22.
- «The Negro Convention», The Toiler [New York], vol. 4, whole no. 190 (October 1, 1921), pp. 13–14.
- «The Negro Question in the Southern Textile Strikes», The Communist, vol. 8, no. 6 (June 1929), pp. 324–328.
- «The Negro Press as a Class Weapon», The Communist, vol. 8, no. 8 (August 1929), pp. 453–460.
- «Our Negro Work», The Communist, vol. 8, no. 9 (September 1929), pp. 494–501.